# Royal Gibraltar Regiment
La Royal Gibraltar Regiment (en español: Regimiento Real de Gibraltar) es la unidad de defensa para el territorio británico de ultramar de Gibraltar.  Se fundó en 1958, de la Fuerza de Defensa de Gibraltar, como una unidad de infantería, con un sistema integrado de artillería de tropas. 

## Formación
Inicialmente una fuerza de reserva, sobre la retirada del ejército británico de la guarnición del territorio en 1991, se colocó sobre el establecimiento regular del ejército británico y se une a las fuerzas británicas de Gibraltar.  Se forma como una unidad de infantería ligera tipo batallón y estructurado en Cuartel General y tres compañías de fusileros.  De estas dos compañías se componen de soldados regulares y el otro es una compañía de voluntarios. El Cuartel General incluye una tropa de artillería, equipado con el cañón ligero L118: 
- Organización:Cuartel General (batería de Thomson, Tropas Regulares)
- Compañía G (Tropas Regulares)
- Compañía I (Tropas Regulares)
- Compañía B (Voluntarios)

En 1999, el regimiento fue concedido el título de Real. En marzo de 2001, por primera vez, el regimiento montó guardia en el Palacio de Buckingham. Además de esto, el regimiento, gracias a su patrimonio artillero, también se le permite disparar salvas desde la Torre de Londres, algo que se hace tradicionalmente, solo por la Honorable Compañía de Artillería. El regimiento tiene también la responsabilidad de custodiar las llaves de Gibraltar.

## Historia de la unidad

### Siglo XVIII
La primera evidencia histórica verificable de los milicianos inscrito para defender Gibraltar fue el 24 de junio 1720. En el año 1755, una organización armada de los hombres locales estaban montando guardia en el piquete de Bayside de la Torre del Diablo para evitar que los soldados de la guarnición de desertar en el enemigo. Estos hombres eran conocidos como la Guardia Genovesa y se disolvió a finales de la Guerra de los Siete Años. Durante el Gran Asedio de Gibraltar, 160 trabajadores locales se ofrecieron como voluntarios para participar en la guerra durante la noche del 26 al 27 de noviembre 1781. Ellos se encargaron de seguir las tropas que avanzaban y ayudar en el desmantelamiento y demolición de las baterías españolas y crear trincheras.

### Siglo XIX
Durante la guerra contra el Mahdi en Sudán, 100 soldados de la localidad se desplegaron por el comisariado como conductores de transporte, conocidos como Los Carreteros Del Rey. La expedición estuvo involucrada en varias batallas con los derviches. Durante un desfile celebrado en Gibraltar, los carreteros se adjudicaron la medalla de la guerra egipcia con un broche que lleva el título de 'Suakin 1885".

### Siglo XX
Durante la Segunda Guerra Bóer, en 1900, un grupo de gibraltareños se ofreció para formar un Cuerpo Local de Voluntarios. Se sugirió que algunos de los voluntarios podrían organizarse como un Cuerpo de Fusileros. Sin embargo, la guerra terminó antes de la formación del Cuerpo.

### La Gran Guerra
Durante la Primera Guerra Mundial, un grupo de miembros del club de remo local se ofreció a tomar las armas. Tal fue el interés que pronto se unieron a unos 400 gibraltareños. Una días tareas fue la de actuar como camilleros para las muchas víctimas que llegaban en barcos-hospitales de Gallipoli. Los heridos fueron trasladados al Real Hospital Naval y una serie de hospitales temporales. Los voluntarios fueron capaces de obtener el reconocimiento de manos del Gobernador, el General Sir Herbert Miles, el 3 de julio de 1915. Dirigiéndose a los voluntarios en Wellington Front, el Gobernador dijo que el cuerpo había "sido formado no por una orden real, pero si como un resultado de su fervor patriótico y de su amor y respeto a la Corona". 
La unidad se acuartela en el Bastión de Orange, con sede en la planta baja del actual Ayuntamiento . Más tarde, el grupo se trasladó a Wellington Front. Los voluntarios fueron divididos en cuatro compañías de fusileros, A, B, C y D: cada uno estaba al mando de un capitán, con dos subalternos, un sargento mayor, cuatro sargentos, ocho cabos, dos trompetistas y unos 80 hombres. El primer oficial al mando era el mayor G.B. Roberts de los Ingenieros Reales. Durante la guerra, la unidad proporciona refuerzo para ayudar en la defensa de la Roca. La unidad fue disuelta el 1 de febrero de 1920.

### II Guerra Mundial
En 1938, el Gobernador General (Sir Edmund Ironside, 1º Baron Ironside ) formó una unidad de Artillería Territorial de Ayuda que usasen los cañones antiaéreos de Gibraltar. Los voluntarios desfilaron por primera vez el 28 de abril de 1939. Justo antes del estallido de la guerra, más voluntarios fueron llamados y se crearon el 4 º y 27º baterías de Costa de la Artillería Real, así como los Señaleros Reales, el Real Servicio del Ejército y el Real Cuerpo Sanitario. 
El 2 de septiembre de 1939, la Fuerza de Defensa de Gibraltar se movilizó. La sección antiaérea de los aviones pesados se adjuntó a 19 AA Batería Real de Artillería y activarse con dos piezas artilleras de 3 pulgadas situados en el lado este de la Roca. Dispararon sus primeros tiros el 7 de julio de 1940 y desde entonces fue común que abriera fuego contra aviones de la Francia de Vichy y de Italia, además de aviones de Alemania. Ellos derribaron su primer avión enemigo en la noche del 20 de agosto de 1940. Publicándose en el diario de guerra con la siguiente frase:
"Tercer bombardeo sobre Gibraltar, el primer avión llegó a las 23.30 horas, y fue señalado por reflectores mientras lanzaba la bomba. Se mantuvo un rumbo constante y se abrió fuego AA. Avión fue alcanzado y derribado en el estrecho". 
En abril de 1942, el elemento de defensa costera se fusionó con la sección Anti-Aerea. A principios de 1944, la fuerza se reconstituyó bajo la Fuerza de Defensa bajo la Ordenanza 1943. La mayoría de los voluntarios fueron colocados en la lista de reserva, con otras secciones disueltas.

### Postguerra
El 30 de agosto de 1958, se formó el cuadro permanente y la reserva de la Fuerza de Defensa de Gibraltar en el Regimiento de Gibraltar. El regimiento entonces tenía un doble papel, se organiza como un batallón de infantería con cuatro compañías de fusileros y una tropa de artillería manejando los cañones costeros 9,2 pulgadas. Esta organización debía permanecer en vigor hasta 1971. Con la salida de la última unidad artillera en 1958, el regimiento fue emitido con cuatro cañones de 25 pulgadas y se hizo cargo de las responsabilidades de disparar las Reales Salvas Artilleras
El 25 de septiembre de 1971, el regimiento se presentó con sus primeros colores. En una ceremonia celebrada en el Grand Parade, Su Excelencia el Gobernador, el Almirante de la Flota Sir Varyl Begg , presentó el regimiento con sus colores en nombre de Su Majestad la Reina Elizabeth II. El mismo día, se le concedió el Regimiento la medalla de la Libertad de la ciudad de Gibraltar por el alcalde de Gibraltar, el Honorable Alfred Vázquez durante una ceremonia fuera de la casa de la asamblea.
La batería de artillería fue nombrado "Batería de Thompson" el 15 de septiembre de 1973 en honor del fallecido Sir Willie Thomson, y, en diciembre de 1975, la batería de Thomson fue disparada con tres obuses de carga de 105 mm. El Ministerio de Defensa decidió, de acuerdo con su política de modernización y uniformidad de los equipos, para equipar el regimiento con nuevas armas. A finales de 1982, seis cañones ligeros de 105 mm sustituyen los tres obuses y ocho lanzadores de misiles tierra-aire sustituido por cuatro L40/70 AA armas.
El 1 de abril de 1991, el regimiento fue reorganizado en una unidad de infantería y se hizo cargo de las tareas del batallón de infantería residente. El regimiento esta acuartelado en Bty de Thompson, y está formado por una banda militar y tres compañías de fusileros de los cuales 3 son de soldados profesionales y una de voluntarios.
El 21 de abril de 1998, el regimiento realizó sus primeras funciones públicas en Londres por el disparo de un arma del 62º de Artillería de Salvas en la Torre de Londres con motivo del cumpleaños de SM la Reina. El 1 de julio de 1998, Su Alteza Real el Duque de Kent presenta el regimiento con sus nuevos colores.

### Siglo XXI
En el Siglo XXI, el Regimiento llevó funciones públicas en el Palacio de Buckingham, la Torre de Londres y el Palacio de St James, entre el 28 de febrero hasta el 16 de marzo de 2001. El 21 de abril de 2004, el Regimiento disparó su segundo disparo desde la Torre de Londres con motivo del cumpleaños de Su Majestad la Reina. El regimiento ha suministrado oficiales y soldados en los conflictos de Afganistán e Irak. Es en estos teatros que los miembros del Regimiento han sido decoradas con dos Estrellas de Bronce y la Cruz Militar.
- Datos: Q5197174
- Multimedia: Royal Gibraltar Regiment / Q5197174